# Colroy-la-Grande
Colroy-la-Grande là một xã ở tỉnh Vosges trong vùng Grand Est. Colroy-la-Grande có diện tích 11,86 km2, dân số năm 1999 là 611 người.
Dân địa phương tiếng Pháp gọi là Colréens ou les Colrégiens.

## Biến động dân số
| 1962                                                 | 1968 | 1975 | 1982 | 1990 | 1999 |
| ---------------------------------------------------- | ---- | ---- | ---- | ---- | ---- |
| 543                                                  | 680  | 618  | 571  | 635  | 611  |
| Số liệu từ năm 1962: Population sans doubles comptes |      |      |      |      |      |

## Références
1. ↑  “Colroy-la-Grande trên trang mạng của Insee”. Bản gốc lưu trữ ngày 12 tháng 3 năm 2007. Truy cập ngày 4 tháng 2 năm 2009.